# سيكورسكي إس-75
سيكورسكي إس-75 (بالإنجليزية: Sikorsky S-75)‏ هي مروحية من صناعة سيكورسكي للطائرات. كان أول طيران لها في 1984.